# Escobar: Paraíso Perdido
Escobar: Paradise Lost (prt: Escobar: Paraíso Perdido, ou Escobar Paraíso Perdido; bra: Escobar: Paraíso Perdido, ou Escobar - Paraíso Perdido) é um filme franco-hispano-belgo-panamenho de 2014, dos gêneros drama, romântico, suspense e ação, dirigido por Andrea Di Stefano, com roteiro dele e Francesca Marciano, em sua estreia na direção.

## Sinopse
Jovem surfista se apaixona por uma linda colombiana, só que ela é sobrinha do narcotraficante (e agora senador) Pablo Escobar.

## Elenco
- Josh Hutcherson como Nick Brady
- Benicio del Toro como Pablo Escobar
- Brady Corbet como Dylan Brady
- Claudia Traisac como Maria
- Ana Girardot como Anne
- Carlos Bardem como Drago
- Aaron Zebede como Pepito Torres
- Marlon Rivera

## Recepção
No agregador de críticas dos Estados Unidos, o Rotten Tomatoes, na pontuação onde a equipe do site categoriza as opiniões da  grande mídia e da mídia independente apenas como positivas ou negativas, o filme tem um índice de aprovação de 55% calculado com base em 56 comentários dos críticos. Por comparação, com as mesmas opiniões sendo calculadas usando uma média aritmética ponderada, a nota alcançada é 5,6/10 que é seguida do consenso: "Seu foco se afasta frustrantemente do traficante titular, mas Escobar: Paradise Lost continua sendo um drama levemente divertido, graças em grande parte ao desempenho carrancudo de Benicio del Toro."
Em outro agregador de críticas também dos Estados Unidos, o Metacritic, que calcula as notas das opiniões usando somente uma média aritmética ponderada de determinados veículos de comunicação em maior parte da grande mídia, o filme tem 19 avaliações da imprensa anexadas no site e uma pontuação de 56 entre 100, com a indicação de "revisões mistas ou neutras".
Em sua crítica para IndieWire, Eric Kohn deu ao filme um B e elogiou as performances de del Toro e Hutcherson escrevendo que del Toro "transforma Escobar em um terror subjugado cuja capacidade de ordenar assassinatos com facilidade fornece ao filme sua principal fonte de pavor", enquanto Hutcherson "imbui o personagem com uma credibilidade que transcende as limitações do roteiro". No entanto, Kohn também criticou o filme, pois "não consegue desenvolver o resto de seus personagens tão bem quanto seus dois homens centrais. O roteiro é igualmente prejudicado pela fórmula, ficando para trás sempre que atinge certas notas melodramáticas altas".